# Radana vas
Radana vas je naselje u slovenskoj Općini Zreču. Radana vas se nalazi u pokrajini Štajerskoj i statističkoj regiji Savinjskoj. 

## Stanovništvo
Prema popisu stanovništva iz 2002. godine naselje je imalo 140 stanovnika.